# Australiasca
Australiasca — рід грибів родини Chaetosphaeriaceae. Назва вперше опублікована 2002 року.

## Класифікація
До роду Australiasca відносять 2 види:
- Australiasca laeënsis
- Australiasca queenslandica